# Mickaël Mabilon
Pas d'image ? Cliquez ici

a Compétitions nationales et continentales officielles uniquement.

b Matchs officiels uniquement.
Mickaël Mabilon, né le 7 septembre 1981 à Lyon, est un joueur de rugby à XV évoluant au poste de trois-quarts centre (1,81 m pour 86 kg). Depuis 2018 il est entraîneur à l'US Avignon-Le Pontet 84.

## Clubs successifs

### Joueur
- ? :  ASVEL Rugby (Fédérale 2)
- 2000-2002 :  CS Bourgoin-Jallieu
- 2002-2003 :  US Colomiers
- 2003-2008 :  Lyon OU
- 2008-2011 :  Pays d'Aix RC
- 2011-? :  US Avignon-Le Pontet 84

### Entraîneur
- 2016-2018 :  AS Bédarrides Châteauneuf-du-Pape
- 2018- :  US Avignon-Le Pontet 84

## Palmarès
- International -21 ans (grand chelem 2002)
- International de rugby à 7.
- International -19 (champion du monde en avril 2000)
- Champion de France fédérale 2 en tant qu' entraîneur ASBC